# Stagstrup Sogn
Stagstrup Sogn er et sogn i Sydthy Provsti (Aalborg Stift).
I 1800-tallet var Stagstrup Sogn anneks til Harring Sogn. Begge sogne hørte til Hassing Herred i Thisted Amt. Harring-Stagstrup sognekommune blev ved kommunalreformen i 1970 indlemmet i Thisted Kommune.
I Stagstrup Sogn ligger Stagstrup Kirke.
I sognet findes følgende autoriserede stednavne:
- Fævig (vandareal)
- Gærup (bebyggelse, ejerlav)
- Gærupør (bebyggelse)
- Mejlbjerg (bebyggelse)
- Stagstrup (bebyggelse, ejerlav)
- Sundby (bebyggelse, ejerlav)
- Vilsund Vest (bebyggelse)